# امپراتوری قانون
امپراتوری قانون (به انگلیسی: Law's Empire)، کتابی است در فلسفه حقوق که توسط رونالد دورکین در سال ۱۹۸۶ نوشته شده‌است، و در آن دورکین به انتقاد از پوزیتیویسم حقوقی که توسط هارت در اواسط تا اواخر قرن بیستم ترویج شده‌است، پرداخته‌است. این کتاب قاضی هرکول دوورکین را به‌عنوان شخصیتی آرمانی از حقوق‌دانی با مهارت‌های حقوقی فوق‌العاده معرفی می‌کند، که می‌تواند مکاتب غالب تفسیر حقوقی و هرمنوتیک حقوقی برجسته در سراسر قرن بیستم را به چالش بکشد. قاضی هرکول در نهایت توسط قاضی هرمس به چالش کشیده می‌شود، شخصیت حقوق‌دان دیگری که متأثر از استدلال‌های معنای حقوقی تاریخی است، که روی قاضی هرکول تأثیر نمی‌گذارد. در پایان نظریه قاضی هرمس در مورد تفسیر حقوقی (توسط دورکین) نسبت به رویکرد قاضی هرکول دست پایین را دارد.

## برای مطالعه بیش‌تر
- آلارد، جولی. دورکین و کانت: بازتاب‌های قضاوت. بروکسل: Editions de l'ULB، ۲۰۰۱.
- براون، اسکندر. نظریه برابری رونالد دورکین: دیدگاه‌های داخلی و جهانی. نیویورک: پالگریو مک‌میلان، ۲۰۰۹.
- بنجامین براون، از اصول تا قواعد و از موسار تا هلاخا - احکام حافظ حییم در مورد افترا و شایعات
- برک، جان ج.ا. بنیاد سیاسی حقوق: نیاز به نظریه با ارزش عملی. سانفرانسیسکو: آستین و وینفیلد، ۱۹۹۲.
- برلی، جاستین، ویرایش. دورکین و منتقدانش آکسفورد: انتشارات بلک‌ول، ۲۰۰۴.
- کوهن، مارشال، ویرایش. رونالد دورکین و حقوق معاصر. لندن: داکورث، ۱۹۸۴.
- گافنی، پل. رونالد دورکین در مورد قانون برای صداقت: حقوق برای اصول قضاوت. لویستون، نیویورک: انتشارات دانشگاه ملن، ۱۹۹۶.
- مهمان، استفان. رونالد دورکین (وکلا: مشخصات در نظریه حقوقی). استانفورد: انتشارات دانشگاه استنفورد، ۲۰۱۲.
- هرشوویتز، اسکات، ویرایش. کاوش در امپراتوری قانون: فقه رونالد دورکین. آکسفورد: انتشارات دانشگاه آکسفورد، ۲۰۰۶.
- هانت، آلن، ویرایش. خواندن انتقادی دورکین. نیویورک: برگ، ۱۹۹۲.
- ریپستین، آرتور، ویرایش. رونالد دورکین (فیلسوفان معاصر در کانون توجه). کمبریج: انتشارات دانشگاه کمبریج، ۲۰۰۷.
- ورونیک، استفان و زانتی، ورونیک، ویرایش. دورکین: یک بحث. پاریس: اوسیا، ۲۰۰۰.